# Monumento a la Libertad Americana
El Monumento a la Libertad Americana es un conjunto escultórico de mármol ubicado al centro de la Plaza de Armas de Santiago, Chile. Obra del escultor italiano Francesco Orselino, fue encargado por el diplomático Francisco Javier Rosales en 1827, e instalada en la plaza por decreto autorizado por Diego Portales el 25 de abril de 1836.
El monumento representa la figura de una mujer que rompe las cadenas de esclavitud de una indígena americana, y en su pedestal presenta cuatro bajorrelieves que muestran escenas de la Expedición Libertadora del Perú, de la batalla de Ayacucho y de Simón Bolívar.